# Jassenskoje
Jassenskoje (russisch Ясеньское, deutsch Groß Kuglack, litauisch Kaukalaukis) ist ein Ort in der russischen Oblast Kaliningrad. Er gehört zur kommunalen Selbstverwaltungseinheit Stadtkreis Gwardeisk im Rajon Gwardeisk.

## Geographische Lage
Jassenskoje liegt acht Kilometer nördlich der Rajonstadt Gwardeisk (Tapiau) an der Regionalstraße 27A-028 (ex R512). Bis 1945 war der Ort Bahnstation an der Bahnstrecke Tapiau–Labiau (russisch: Gwardeisk–Polessk) der Wehlau–Friedländer Kreisbahnen, die heute nicht mehr betrieben wird.

## Geschichte
Der bis 1928 Groß Kuglack und bis 1946 Kuglack genannte Gutsort wurde im Jahre 1459 gegründet. Auf eine frühere Besiedlung wiesen zwei prußische Burgwälle in der Nähe hin. 1459 wurde das Kuglacker Land vom Hochmeister des Deutschen Ordens, Ludwig von Erlichshausen, dem Landkämmerer in Kremitten (heute russisch: Losowoje) verschrieben.
Im Jahre 1694 wurde der Geheime Rat Otto von Viereck (1634–1717) aus Mecklenburg Besitzer des Gutes in Groß Kuglack. 1717 erbte der Geheime Kriegsrat Wilhelm von Viereck († 1735) den Besitz. Er galt als Bauherr des Gutshauses. Bis 1869 wechselten die Eigentümer sehr häufig, bis Eugen von Hippel (1843–1934) das Gut in Groß Kuglack zusammen mit dem Gut in Klein Kuglack erwarb. Den Besitz erbte später sein Enkel Gerd von Hippel (1902–1963), der als letzter deutscher Eigentümer gilt.
Im Jahre 1874 wurde Groß Kuglack wie auch Klein Kuglack in den neu errichteten Amtsbezirk Goldbach (heute russisch: Slawinsk) eingegliedert, der bis 1945 bestand und zum Kreis Wehlau im Regierungsbezirk Königsberg der preußischen Provinz Ostpreußen gehörte. Im Gutsbezirk Groß Kuglack lebten im Jahre 1910 insgesamt 59 Einwohner.
Am 30. September 1928 kam es zum Zusammenschluss der Gutsbezirke Groß und Klein Kuglack (nicht mehr existent) sowie der Landgemeinde Lischkau (russisch: Jastrebki, nicht mehr existent) – aus dem Amtsbezirk Pomauden – zur neuen Landgemeinde Kuglack. Diese verzeichnete 1933 insgesamt 175 und 1939 noch 152 Einwohner.
1945 kam Kuglack in Kriegsfolge mit dem nördlichen Ostpreußen zur Sowjetunion. 1947 erhielt das ehemalige Groß Kuglack die russische Bezeichnung „Jassenskoje“ und wurde gleichzeitig dem Dorfsowjet Slawinski selski Sowet im Rajon Gwardeisk zugeordnet. Von 2005 bis 2014 gehörte Jassenskoje zur Landgemeinde Slawinskoje selskoje posselenije und seither zum Stadtkreis Gwardeisk.

## Kirche
Mit seiner vor 1945 fast ausnahmslos evangelischen Einwohnerschaft war Groß Kuglack resp. Kuglack in das Kirchspiel der Kirche Goldbach (Ostpreußen) eingepfarrt. Es gehörte zum Kirchenkreis Wehlau in der Kirchenprovinz Ostpreußen der Kirche der Altpreußischen Union. Letzter deutscher Geistlicher war Pfarrer Ernst Struwe. Heute liegt Jassenskoje im Einzugsbereich der in den 1990er Jahren neu entstandenen evangelisch-lutherischen Gemeinde in Gwardeisk (Tapiau). Sie ist eine Filialgemeinde der Auferstehungskirche in Kaliningrad (Königsberg) in der Propstei Kaliningrad der Evangelisch-lutherischen Kirche Europäisches Russland.